# Henning Lynge Jakobsen
Henning Lynge Jakobsen, född den 6 mars 1962 i Köpenhamn, Danmark, är en dansk kanotist.
Han tog OS-silver i C-1 500 meter och OS-brons i C-1 1000 meter i samband med de olympiska kanottävlingarna 1984 i Los Angeles.